# Boos, Seine-Maritime

Boos este o comună în departamentul Seine-Maritime, Franța. În 1 ianuarie 2022 avea o populație de 3.975 de locuitori.